# 中国棒球联赛
中國棒球聯賽（英語：China National Baseball League）由中国棒球協會所創立，是中國大陸唯一的棒球聯賽。

## 中国棒球联赛歷史
中国棒球联赛始於2002年，由中国棒球協會所創立，營運由王朝公司負責。成立之初中國棒球聯賽只有四支队伍，2005年聯賽擴編，隊伍增加到六支，2009年聯賽又增加一支球隊，聯賽隊伍最終到七支。
2002年4月16日中國棒協秘書長申偉在中國球聯賽成立記者會上曾針對不以「職業」兩字為聯賽冠名解釋道：「我們現在推出的比賽還不能稱為職業棒球聯賽（中略），之所以不能用職業兩個字，是因為如今的聯賽還不具備職業棒球應有的條件。如比賽的水準還不夠高；球場的條件距職棒的要求還有很大距離；球市還不夠成熟，包括比賽場地，棒球氛圍，觀眾，球迷的規模有限等。如這些條件不具備，自稱職業也沒用。」以中國僅有十多支成人棒球隊伍，棒球場地狀況不佳，以及開打數年一直無法培養起球迷規模的情況來看，中國棒球聯賽的確離「職業」二字還有很遠的距離。中國棒球聯賽在北京奧運結束後所獲得的贊助開始減少。原先打算開發中國市場而投入人力物力支援的美國職業棒球大聯盟與日本職棒也逐漸縮小合作規模或是撤出，導致中國棒球聯賽的營運越趨艱難，聯賽場次也逐年縮減。
2011年賽季開季前雖然找到贊助商順利開打，但至季中又因「不可抗力」因素被迫縮短賽季，原先每隊將電視轉播五場主場賽事的預定計畫也只剩最後總冠軍賽的一場轉播。2012年和2013年中國棒球聯賽因缺乏贊助而停辦，2014年在幾經周折之後恢復舉行。2019年，聯賽由中國棒球聯賽更名為中國棒球職業聯賽，並公布新標誌。2023年中国棒球联赛（CBL）由政府主导恢复举行。

## 中國棒球歷史
- 1891年，中國棒球之父梁扶初出生。
- 1952年，第一屆全軍運動會，棒球列入比賽項目。
- 1959年，中華人民共和國舉辦了自己的第一屆全運會。來自各省市及解放軍的二十三支隊伍參加了全運會棒球比賽。

此后，除第二屆和第五屆外，各屆全運會均將棒球列入比賽項目。
- 1975年，中國恢復棒球運動。
- 1979年，中國棒壘球協會宣告成立。
- 1986年，中國棒球協會獨立建制。中國大陸第一座棒球場（由洛杉磯道奇隊出資）在天津市建成。
- 1988年，中國首次舉辦正式的棒球錦標賽。
- 2002年4月26日，中國棒球聯賽正式開打。
- 2005年5月22日，在日本宮崎縣舉行的第二十三屆亞洲棒球錦標賽季軍戰中，由中國棒球聯賽明星陣容組成的中國國家代表隊擊敗由大學球員所組成之南韓隊，為史上最佳成績。
- 2008年8月15日，在中國北京市舉行的2008年夏季奧林匹克運動會棒球比賽中，由中國棒球聯賽球員陣容組成的中國棒球代表隊擊敗由中華職棒和旅美小聯盟及日本職棒球員所組成中華台北隊，12局下半兩人出局滿壘情形下，以1支一壘安打外加對手傳球失誤，最後以八比七取得勝利。除獲得兩岸在奧運棒球場上交手的首勝外，同時創造歷史上正式比賽的第一勝。雖然預賽以1勝7負成績獲得第八名，但是已達成1勝比賽目標。
- 2009年3月7日，在日本東京巨蛋舉行的2009年世界棒球經典賽亞洲區預賽中，由中國棒球聯賽球員和美國華裔選手張寶樹組成的中國棒球代表隊以四比一擊敗由中華職棒和旅美小聯盟及日本職棒球員組成的中華台北隊，這是中國隊第三次在國際賽上打敗中華隊（第一次是2006年荷蘭哈連盃國際棒球邀請賽，第二次是北京奧運）。
- 2012年，因經費問題停辦。
- 2013年，官方網站關閉。
- 2014年5月，北京世華聯合體育發展有限公司一度與中國棒球協會合作，宣佈重啟聯賽。當時的構想是以4+3的多層級聯賽形式重新開辦，即「四支聯賽球隊與三支聯賽的挑戰賽球隊，分別展開為期4個月的賽程」，並有央視、省市電視臺進行全程的轉播，以及一些推廣的活動。[2]
- 2014年7月，中國棒球協會在其官網上宣佈，由於北京世華聯合體育發展有限公司“內部運營出現重大問題，導致我方無法按時開展中國棒球聯賽組織工作，已構成根本違約”，故取消了與其的合作。[3]聯賽的重啟未能如期實現。
- 2014年9月，中國棒球協會宣佈與恆達聯合投資（北京）有限公司簽署戰略合作協議，將共同推進中國棒球運動的職業化與產業化。[4]
- 2014年10月18日，中國棒球聯賽在停辦了兩年之後重新開戰，共有四支球隊參賽。[5]
- 2015年5月23日，中國棒球聯賽開幕，擴展到6支球隊。
- 2017年，中國棒球聯賽再度停擺。
- 2019年，成立「中國棒球職業聯賽（CNBL）」，8月5日舉行選秀會暨聯賽的Logo發表，初成立共有四隊，包括北京猛虎、天津雄獅、江蘇鉅馬、廣東獵豹。[6]
- 2023年5月15日，中国棒球联赛在无锡开打，本届赛事由国家体育总局手曲棒垒球运动管理中心与中国棒球协会共同主办，共有十支球队参赛。[7]
- 2024年4月27日，中国棒球联赛首战比赛在威海开打，本届赛事共有九支球队参赛。

## 各隊獲得總冠軍表
| 球隊       | 參賽次數 | 奪冠次數 | 勝 | 敗 | 勝率 | 備註       |
| ---------- | -------- | -------- | -- | -- | ---- | ---------- |
| 天津雄獅隊 | 10       | 6        | 20 | 12 | .625 | 一次三連霸 |
| 北京猛虎隊 | 11       | 6        | 14 | 17 | .452 | 一次三連霸 |
| 廣東獵豹隊 | 5        | 1        | 4  | 9  | .308 |            |
| 江蘇天馬隊 | 3        | 1        | 3  | 4  | .429 |            |
| 上海金鷹隊 | 1        | 1        | 2  | 1  | .667 |            |
| 四川蛟龍隊 | 0        | －       | － | － |      |            |
| 河南吉象隊 | 0        | －       | － | － |      |            |
| 山東藍鯨隊 | 0        | －       | － | － |      |            |
| 福建海鯊隊 | 0        | －       | － | － |      |            |

## 参赛队伍

### 2002年開賽四支元老球隊
- 北京猛虎队：原北京龍隊
- 天津雄狮队
- 上海金鹰队
- 广东闪电队：後改名廣東獵豹隊

### 2005年聯賽擴編的兩支球隊
- 四川蛟龙队
- 江苏天马队：原江苏希望之星队

### 2009年聯賽擴編的一支球隊
- 河南吉象队

### 2015年
2015年中國棒球聯賽將參賽隊伍數量增加到十支，並且分為甲、乙兩組。
- 甲組：北京猛虎、天津雄獅、上海金鷹、江蘇天馬、廣東獵豹、四川蛟龍
- 乙組：河南吉象、解放軍、山東（商職學院）、社會選拔隊

### 2023年
上海紅鷹队、江蘇鉅馬队、北京猛虎队、四川蛟龍队、廣東獵豹队、山東藍鯨队、天津雄獅队、河南戰狼队、河北棒熊队（河北體院队）、天津體院队

### 2024年
北京猛虎隊、天津雄獅隊、廣東獵豹隊、江蘇鉅馬隊、上海金鷹隊、四川蛟龍隊、河南戰狼隊、山東藍鯨隊、福建海鯊隊

## 历届冠军
| 赛季   | 冠军       | 赛分 | 亚军       | 赛分 |
| 2002年 | 天津雄狮队 | 1    | 北京猛虎队 | 0    |
| 2003年 | 北京猛虎队 | 3    | 天津雄狮队 | 2    |
| 2004年 | 北京猛虎队 | 3    | 天津雄狮队 | 2    |
| 2005年 | 北京猛虎队 | 3    | 天津雄狮队 | 0    |
| 2006年 | 天津雄狮队 | 3    | 廣東獵豹隊 | 0    |
| 2007年 | 天津雄狮队 | 3    | 廣東獵豹隊 | 1    |
| 2008年 | 天津雄狮队 | 3    | 北京猛虎队 | 0    |
| 2009年 | 北京猛虎队 | 1    | 廣東獵豹隊 | 0    |
| 2010年 | 廣東獵豹隊 | 2    | 北京猛虎队 | 0    |
| 2011年 | 天津雄狮队 | 3    | 廣東獵豹隊 | 1    |
| 2014年 | 北京猛虎队 | 2    | 天津雄狮队 | 1    |
| 2015年 | 江蘇天馬隊 | 2    | 北京猛虎队 | 0    |
| 2016年 | 天津雄狮队 | 3    | 北京猛虎队 | 0    |
| 2018年 | 廣東獵豹隊 | 1    | 江蘇鉅馬隊 | 0    |
| 2019年 | 北京猛虎队 | 3    | 江蘇鉅馬隊 | 1    |
| 2023年 | 上海红鹰队 | 2    | 江蘇鉅馬隊 | 0    |
| 2024年 | 江蘇钜馬隊 | 2    | 北京猛虎队 | 0    |

## 球員待遇
- 中國棒球聯賽參賽的球員不論本土與外籍，皆須通過體能檢測（3200公尺14分20秒以內跑完，跑壘1圈16秒50以內等各項體能測試），未通過體能檢測的球員不得出場比賽。產生不合格球員的球隊並需向聯盟繳交一萬元人民幣。
- 中國棒球聯賽的本土球員薪水採月薪制，依照所屬球隊的財力與球員表現略有不同，一般在一千人民幣到四千人民幣之間，但賽季進行時有的球員可以領到七、八千人民幣。外籍教練與外籍球員薪水較高，月薪約有數千美元不等。

## 棒球运动在中国的前景
文化大革命以后，棒球在中国得到了恢复。二十世纪九十年代之後，中国国家队的水平一步步得到提升，逐漸走到今日亞洲第四位的程度，但整體實力不僅與亞洲的前三強（日本、韓國、台灣）仍有一段落差，與世界棒球列強（如美國、古巴、多明尼加共和國、委內瑞拉、波多黎各等）相比，棒球文化的深耕更是中國棒球發展的瓶頸。
棒球在中国的推广，有难以克服的困难。比賽時間過久，场地，资金短缺，民众认识不足，面對足球，籃球，排球等其他團體球類的壓倒性强势競爭......等都是限制的因素。

### 中国的其他棒球比赛
- 中国大学生棒球联赛
- 全国青少年百校棒球挑战赛
- 全国青少年棒球锦标赛
- 全国棒球锦标赛
- 全运会棒球项目比赛
- 彩虹杯棒球賽
- 天津市业余棒球联赛
- 上海市业余棒垒球联赛

## 中国棒球联赛中的外籍選手

### 美國
- 馬志遠（2005年－北京猛虎）：北京清華大學留學生，英文名邁克，曾為耶魯大學投手，後任中國棒球代表隊翻譯。
- 杰夫·哈里斯（2003年－天津雄獅）

### 日本
- 清水廣貴（2005年－四川蛟龍）
- 前田勝宏（2004年－上海金鷹）

### 南韓
- 李俊昊（2003年－廣東獵豹）
- 金德润（2003年－廣東獵豹）
- 金兑勋（2003年－廣東獵豹）
- 李俊（2005年－希望之星）
- 任洞圭（2004年－廣東獵豹）（現在在三星獅）

### 波多黎各
- 埃得盖德·克莱蒙特（2003年－天津雄獅）

### 多明尼加
- 埃斯特林（2004年－廣東獵豹）

## 相關項目
- 中華職業棒球大聯盟
- 台灣大聯盟
- 日本棒球機構
- 日本職棒
- 韓國棒球委員會
- 美國職業棒球大聯盟

## 外部連結
- 中國棒球協會（页面存档备份，存于）
- 征服者棒垒球网